# Jean-Paul Dufrègne
Jean-Paul Dufrègne, né le 28 mars 1958 à Saint-Menoux (Allier) est un homme politique français, membre du Parti communiste français.
Ancien maire de Saint-Menoux et président du conseil général de l'Allier, il est conseiller départemental de l'Allier, élu dans le canton de Souvigny de 1998 à 2021, et député de la 1re circonscription de l'Allier de 2017 à 2022.

## Biographie

### Études
Après des études primaires à Saint-Menoux et des études secondaires à Bourbon-l'Archambault, il obtient le brevet de technicien agricole au lycée agricole de Moulins-Neuvy et poursuit des études supérieures à Marmilhat (Puy-de-Dôme), où il obtient un BTS technique agricole et gestion de l’entreprise.

### Carrière professionnelle
Fils de petits agriculteurs, il aurait souhaité lui-même s'établir comme paysan. Comptable fiscaliste de 1981 à 1990 en agriculture, puis conseiller de gestion en agriculture de 1990 à 1998, il a exercé comme conseiller d’entreprise en Acs (Artisans, commerçants et services) dans un centre d’économie rurale de 2000 à 2008.

### Carrière politique

#### Élu local et président du conseil départemental de l'Allier
Après sept années (2001-2008) sous la majorité URB (Union républicaine pour le Bourbonnais, droite), la coalition de gauche (PCF, PS, PRG) reprend d'un siège la majorité à la suite des élections cantonales de mars 2008. Une fois élu président, Jean-Paul Dufrègne parcourt le département de l'Allier, allant à la rencontre de la population, des acteurs économiques, sociaux et associatifs, et des élus, lors de quatorze journées de rencontres et de réunions, en septembre et octobre 2008. 
Les premières décisions prises par la nouvelle majorité qu'il dirige sont la suppression de l'obligation alimentaire pour les petits-enfants, l'instauration d'une aide pour financer le permis de conduire pour les jeunes de 16 à 25 ans et des budgets importants pour les festivals culturels « indispensables à l'attractivité du territoire ». Ces trois mesures seront annulées dès le retour de la droite au pouvoir, en 2015.

#### Député de la1recirconscription de l'Allier
Candidat lors des élections législatives du 18 juin 2017, il est élu député au second tour dans la 1re circonscription de l'Allier pour le Front de gauche (PCF, Ensemble !) avec le soutien d'EELV et de la France insoumise locale avec 51,85 % des suffrages face à Pauline Riviere, candidate de La République en marche.
Inscrit au Groupe de la Gauche démocrate et républicaine, il fait partie de la commission des Finances, de l'Économie générale et du Contrôle budgétaire. Il est également secrétaire du comité d'évaluation et de contrôle des politiques publiques.
Il décide de ne pas se représenter aux élections de 2022 et de participer à la campagne de Yannick Monnet, secrétaire fédéral du PCF de l'Allier, désigné pour lui succéder et dont il est le suppléant.

### Affaire judiciaire
En septembre 2024, Jean-Paul Dufrègne comparaît devant le tribunal correctionnel de Moulins. Il est poursuivi pour détournement de fonds publics et complicité de faux en écriture publique concernant des faits reprochés à la suite d’un contrôle de la chambre régionale des comptes en 2016. Cette dernière avait pointé la situation de trois agents techniques mis à disposition des élus du conseil départemental de l’Allier sans que la prise en charge de leurs salaires passe du budget général aux crédits alloués au fonctionnement des groupes politiques. Le jugement est mis en délibéré et est rendu le 18 octobre. Il est condamné à payer une amende de 10 000 euros dont 8 000 avec sursis.

## Synthèse des mandats

### Mandat national
- 2017 - 2022 : député de la première circonscription de l'Allier

### Mandats locaux
- 1989 - 2020 : conseiller municipal de Saint-Menoux (Allier)
- jusqu'en 2020 : conseiller communautaire de la communauté de communes en Bocage Bourbonnais
- 2014 - 2017 : président de la communauté de communes en Bocage Bourbonnais
- 2008 - 2015 : président du conseil général de l'Allier
- 1995 - 2008 : maire de Saint-Menoux (Allier)
- 1998 - 2001 : vice-président du conseil général de l'Allier, chargé de l’économie et des nouvelles technologies de l'information et de la communication
- 1989 - 1995 : premier adjoint de Saint-Menoux (Allier)
- 1998 - 2021 : conseiller général puis départemental de l'Allier, élu du canton de Souvigny

## Décoration
- Il est nommé chevalier de la Légion d’honneur le 4 avril 2015[8].